# Woruta

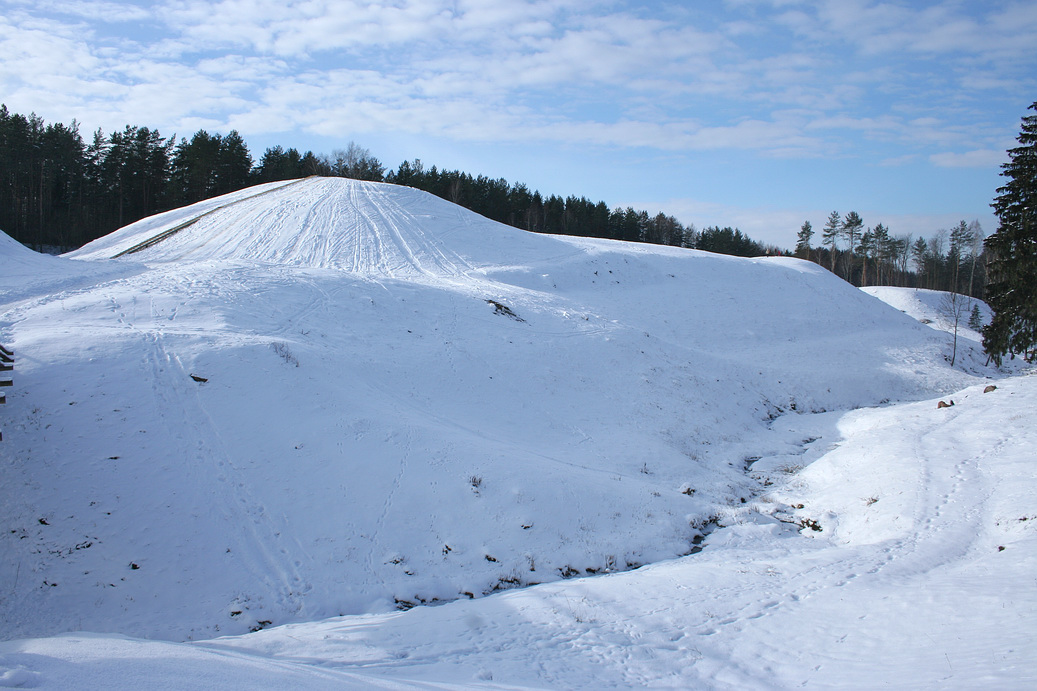
Šeiminyškėliai

Woruta (lit. Voruta) – legendarna stolica Wielkiego Księstwa Litewskiego w czasach króla Mendoga w XIII wieku. Dokładne położenie Woruty nie jest znane i istnieje wiele sprzecznych teorii na ten temat. Historycy nie są zgodni, czy Woruta była miastem czy złą interpretacją słowa znaczącego „stolica”. Kazimieras Būga, jeden z prominentnych litewskich filologów twierdził, że słowo „Voruta” znaczy po prostu „zamek”. 
Mendog, pierwszy i jedyny koronowany król Litwy obronił się w Worucie podczas wewnętrznej wojny w 1251. Ta informacja, wzięta z kroniki Hypatiana jest jedyną zapisaną wiadomością o Worucie. Zamek Mendoga jest wymieniony w dwu innych źródłach, ale one nie wspominają ani nazwy, ani położenia. Nie wiadomo także, czy odnoszą się do tego samego zamku.
Mimo to, niektórzy historycy w XIX i XX wieku nazywali Worutę "pierwszą stolicą Litwy" i próbowali znaleźć jej położenie.
Współczesny historyk litewski T. Baranauskas twierdzi, że jest to Šeimyniškėliai niedaleko Onikszt.
Inni uważają, że Worutą jest stolica Litwy Wilno, lub średniowieczna stolica w Kiernowie.
W sumie jest około 15 wymienianych położeń Woruty.
Pomimo tych niepewności koncept Woruty jest dobrze znany i popularny w litewskiej wyobraźni. W Trokach wydawany jest dwutygodnik historyczny o nazwie "Voruta" o skrajnie nacjonalistycznym wydźwięku. Jest to także nazwa zespołu ludowego.